# Zezé Procópio
José Procopio Mendes, genannt Zezé Procópio (* 12. August 1913 in Varginha; † 8. Februar 1980 in Valença), war ein brasilianischer Fußballnationalspieler. Er lief auf der Position des Mittelfeldspieler auf.

## Karriere
Zezé Procópio spielte für verschiedene Klubs in Brasilien, so z. B. für den SE Palmeiras aus São Paulo. Hier soll er 107 Spiele bestritten haben (74 Siegen, 18 Unentschieden, 15 Niederlagen und ein Tor). Für deren Lokalrivalen, den FC São Paulo, waren es 49 Partien mit 36 Siegen, sieben Unentschieden und sechs Niederlagen.
Sein Debüt bei einem Spiel der Nationalelf gab Zezé Procópio in einem Testspiel gegen seinen Klub Palmeiras am 16. Dezember 1934. Allerdings spielte er nicht für die Nationalmannschaft, sondern für Palmeiras. Ob dieses als Leihspieler war oder er zu dieser Zeit für den Klub spielte ist unklar. Für die Fußballnationalmannschaft von Brasilien bestritt er vier Länderspiele bei der Fußball-Weltmeisterschaft 1938 sowie bei anderen Cups wie z. B. dem Copa Roca, welchen er 1945 gewann. In einigen Spielen durfte er auch als Mannschaftsführer auflaufen.
Seine Länderspielbilanz beläuft sich auf (Spiele / Tore):
- Copa Río Branco: 3 / 0
- Copa Roca: 7 / 0
- Campeonato Sudamericano: 4 / 0
- Freundschaftsspiel: 2 / 0
- Weltmeisterschaft: 4 / 0

## Erfolge
Nationalmannschaft
- Copa Roca: 1945
- Campeonato Sudamericano: Vizemeister 1946

Villa Nova
- Staatsmeisterschaft von Minas Gerais: 1933, 1934, 1935

Atlético Mineiro
- Staatsmeisterschaft von Minas Gerais: 1936, 1938

Palmeiras
- Staatsmeisterschaft von São Paulo: 1942, 1947